# Sjur Loen
Sjur Loen (* 19. Mai 1958 in Oppdal) ist ein norwegischer Curler und Olympiasieger. 
Sein internationales Debüt hatte Loen bei der Curling-Weltmeisterschaft 1974 in Bern, er blieb aber ohne Medaille. 1976 gewann er bei der Juniorenweltmeisterschaft in Aviemore mit der Bronzemedaille sein erstes Edelmetall. 
Loen spielte als Third der norwegischen Mannschaft bei den XV. Olympischen Winterspielen 1988 in Calgary im Curling. Die Mannschaft von Skip Eigil Ramsfjell gewann die olympische Goldmedaille nach einem 10:2-Sieg im Finale gegen die Schweiz um Skip Hansjörg Lips. Da Curling damals noch eine Demonstrationssportart war, besitzt die Medaille keinen offiziellen Status.

## Erfolge
- 1. Platz Olympische Winterspiele 1988 (Demonstrationswettbewerb)
- Weltmeister 1984, 1988
- Europameister 1993
- 2. Platz Europameisterschaft 1987, 1988
- 3. Platz Weltmeisterschaft 1983, 1987, 1989, 1991
- 3. Platz Europameisterschaft 1985, 1990, 1995
- 3. Platz Juniorenweltmeisterschaft 1976